# Paradelia helleni
Paradelia helleni är en tvåvingeart som först beskrevs av Ringdahl 1932.  Paradelia helleni ingår i släktet Paradelia och familjen blomsterflugor. Arten är reproducerande i Sverige. Inga underarter finns listade i Catalogue of Life.